# Ford Model N
O Ford Model N foi um carro produzido pela Ford Motor Company. Foi lançado em 1906 como um sucessor dos modelos A, C e F.